# کارایوسف‌لو (قره‌عیسی‌لی)
کارایوسف‌لو (به ترکی استانبولی: Karayusuflu) یک منطقهٔ مسکونی در ترکیه است که در ناحیه مدیترانه واقع شده‌است.